# Regulacja kaskadowa
W regulacji kaskadowej dwa regulatory pracują tak, że jeden z nich steruje nastawami dla regulatora drugiego.
Przykładowo znaczącą zaletą regulacji PID jest możliwość zestawienia do pracy dwóch regulatorów PID jednocześnie co skutkuje ulepszonym działaniem. Regulator PID działa jako regulator pętli zewnętrznej, która steruje zasadniczymi parametrami fizycznymi (takimi jak poziom płynu lub prędkość) Drugi regulator działa jako regulator pętli wewnętrznej i odczytuje wyjście z regulatora pętli zewnętrznej jako nastawę, zwykle sterując parametrem, który podlega szybszym zmianom (na przykład przepływem czy przyspieszeniem). Można dowieść matematycznie, że w przypadku stosowania kaskadowej regulacji PID częstotliwość pracy regulatora wzrasta, a stała czasowa regulowanego obiektu ulega zmniejszeniu. W przypadku kaskadowej regulacji PID regulatorem głównym jest najczęściej regulator PI lub PID, a regulatorem pomocniczym najczęściej regulator P.

## Przykłady zastosowań

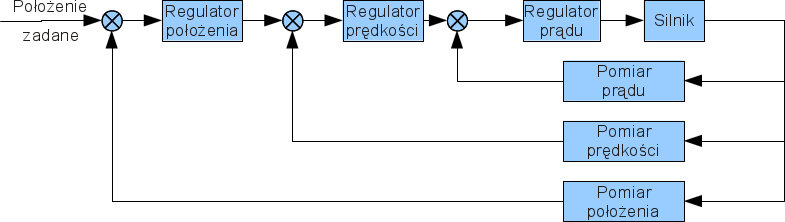
Schemat układu regulacji kaskadowej serwomechanizmu

Regulatory kaskadowe bywają w praktyce stosowane np. do regulacji położenia serwomechanizmów elektrycznych. Spotykane są rozwiązania, w których regulator nadrzędny położenia wyznacza wartość zadaną dla regulatora pomocniczego prędkości. 
Regulator prędkości z kolei wyznacza wartość zadaną dla pętli regulacji prądu silnika.